# نوزومي واتانابي
نوزومي واتانابي (باليابانية: 渡辺心؛ بالكانا: わたなべ のぞみ) هي مدربة تزلج فني ‏ يابانية، ولدت في 18 فبراير 1971 في أوتا في اليابان.

## وصلات خارجية
- نوزومي واتانابي على موقع الاتحاد الدولي للتزلج (الإنجليزية)
- نوزومي واتانابي على موقع أوليمبيديا (الإنجليزية)